# 오노 하루나가

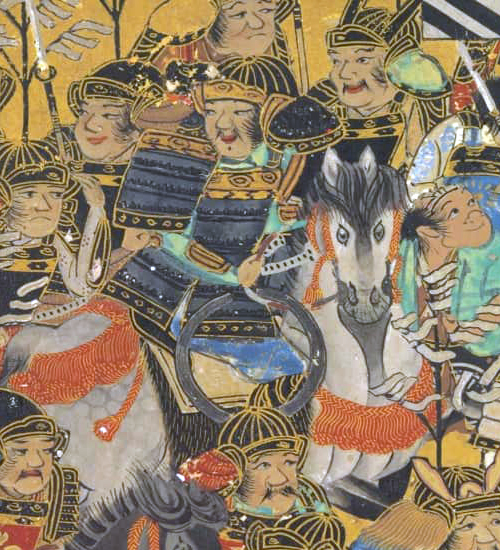

오노 하루나가(일본어: 大野治長)는 일본 아즈치모모야마 시대부터 에도 시대 전기까지 살았던 무장이다. 도요토미의 가신이었다.

## 생애
1569년 (에이로쿠 12년), 단고국 오노에서 태어났다. 아버지는 도요토미 히데요시의 가신이었다.
히데요시의 사후에는 도요토미 히데요리의 신하가 되었으나, 1599년 (게이쵸 4년)의 도쿠가와 이에야스 암살계획사건의 주모자중 한명으로 죄를 문책당해, 시모사국으로 유배를 떠났다. 다음해, 1600년 (게이쵸 5년)의 세키가하라 전투에서는 도쿠가와 이에야스가 이끄는 동군편에서 참전해 전공을 올렸다. 이로 인해 죄를 용서 받아 전쟁 후에 이에야스의 명으로 "도요토미 가문에 적의가 없다"라는 내용의 이에야스의 서간을 가지고 오사카성에 간 후, 에도로 다시 돌아오지 않았다.
1614년 (케이쵸 19년) 6월, 가타기리 가쓰모토의 동생인 가타기리 사다타카와 함께 이에야스의 주선으로 도쿠가와 이에야스와 도쿠가와 히데타다를 방문한다.
같은 해에 도요토미 가문의 가로(가신들중의 최고권자)였던 가타기리 가쓰모토가 추방당하면서, 도요토미를 주도하는 역할을 맡게된다. 그 후, 도요토미 가문 내부에서 주전파의 목소리가 높아지자, 각지의 로닌(낭인)들을 거느리고, 오사카 겨울의 진에 이른다. 하루나가는 도요토미의 중심의 한사람으로서 농성전을 지휘하고, 도쿠가와 측이 화평을 제의하자 오다 나가마스와 함께 교섭을 진행했다.
1615년 (케이쵸 20년), 오사카 여름의 진에서는, 기이의 아사노 나가아키라에 대한 공격을 감행하던 도중, 와카야마성을 점령하기 위해 가신을 보내어 일기를 노렸지만 실패하고 만다.
텐노지・오카야마의 전투에서는 전군을 후속부대로 하여 텐노지 동북쪽의 후방에 포진, 히데요리의 출마를 기다리고 있었으나, 전투에 참가하지 않고 성내로 퇴각했다.
쇼군이었던 도쿠가와 히데타다의 딸로서, 도요토미 히데요리의 정실 부인이었던 센히메를 사자로 보내어, 자신의 할복자살을 조건으로 거는 대신, 히데요리 모자의 목숨만은 살려줄 것을 바라지만 이루어지지 못하고, 히데요리와 함께 오사카성에서 자살했다. 이때가 향년 47세였다.